# Forevertron

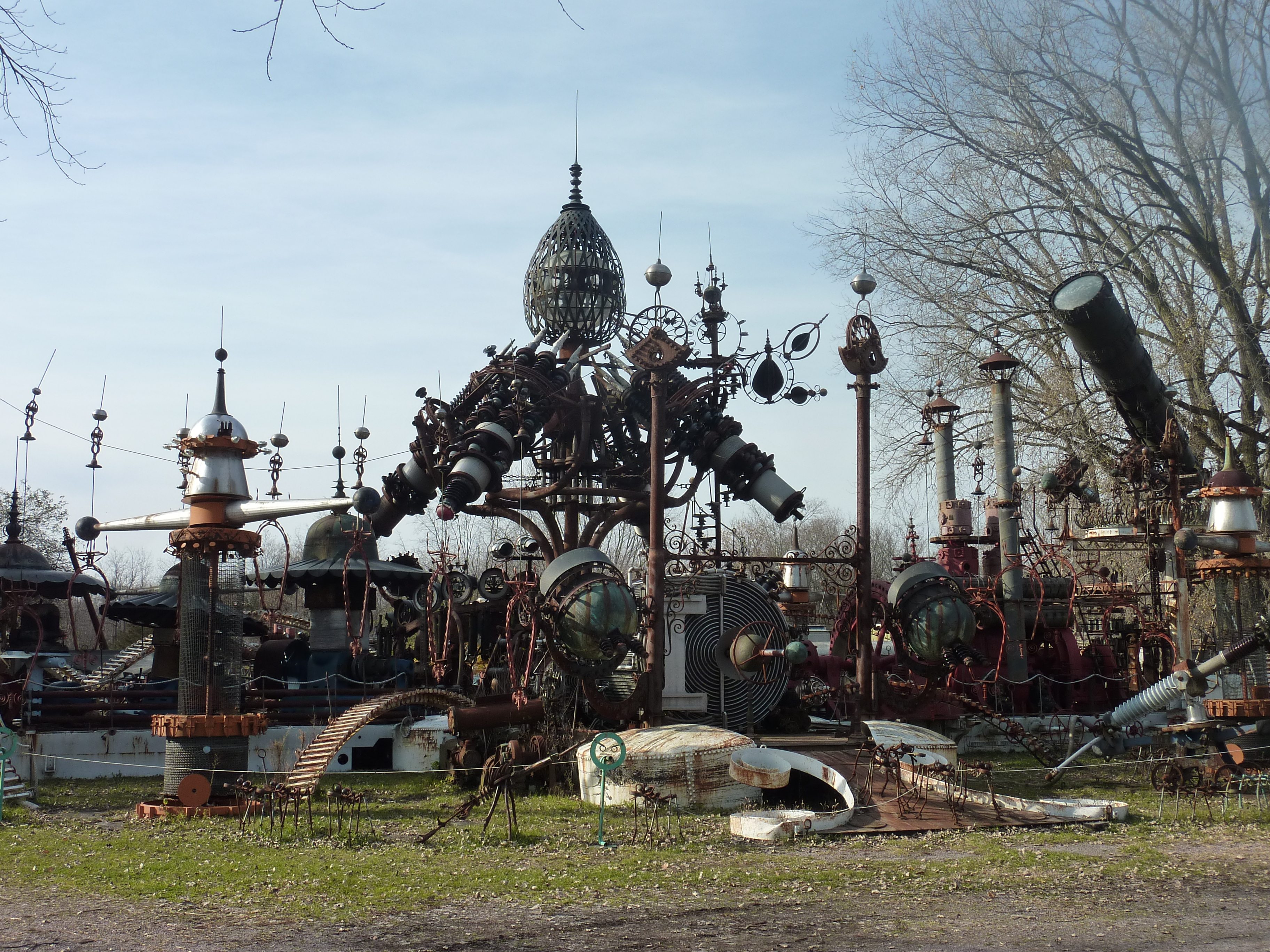
Dr. Evermor’s Forevertron

Forevertron – Dr. Evermor Sculpture Park ist ein von Tom Every geschaffenes Kunstwerk in Sumpter im Sauk County im US-amerikanischen Bundesstaat Wisconsin.

## Der Skulpturenpark
Im Zentrum von Tom Everys Skulpturenpark steht das Forevertron, umgeben von weiteren Skulpturen aus Schrott. „Eine erste Begegnung mit dem Forevertron weckt oft Erinnerungen an Welten wie Oz“ oder die Schöpfungen von Jules Verne und Rube Goldberg. „Die Stätte ist ein virtuelles Museum verschwindender Technologie, der liebevoll neues Leben eingehaucht wurde.“ Das Forevertron verkörpert Everys Bestreben, verschwindende frühere Technologie und Geschichte mit Kunst zu verbinden, so dass „seine im Wesentlichen üppigen, schwungvollen und geschwungenen Linien an die Ästhetik des späten Viktorianischen Zeitalters erinnern, von den architektonischen Verrücktheiten der Weltausstellung bis hin zum Jugendstil“. Das Guinness-Buch der Rekorde benannte das Forevertron als „größte Schrottskulptur der Welt“. Im Jahr 2000 verlor es den Titel an eine andere Schrottskulptur in North Dakota. Jeff VanderMeer bezeichnete das Forevertron als ultimative Kunstinstallation des Steampunk und Every als „Godfather“ dieser Stilrichtung, bei dem die Grenze zwischen Kunst und Handwerk verwische.

### Skulptur Forevertron
Das Forevertron ist eine 15,2 Meter hohe und 36,5 Meter breite Außenskulptur aus recycelten Metallindustrieabfällen aus Eisen, Messing und Edelstahl mit einem geschätzten Gewicht von über 300 Tonnen. Every gestaltete die Skulptur aus Teilen, die durch Bolzen und Stifte verbunden sind, so dass sie trotz der Größe und des Gewichts transportabel ist. Sie besteht aus Materialien, die Every im Zuge seiner Abbruch- und Verschrottungsarbeiten gesammelt hatte. Die meisten Komponenten sind über fünfzig Jahre alt, manche auch über hundert Jahre. Dazu gehören unter anderem ausrangierte Stücke aus dem Henry-Ford-Museum, eine Dekontaminationskammer aus dem Apollo-Programm der NASA, zwei originale Dynamos von Thomas Edison aus den 1880er Jahren, Blitzableiter, ein frühes Röntgengerät, ein alter Kinolautsprecher, Hochspannungsteile aus Kraftwerken der 1920er Jahre, Schrott aus der nahegelegenen alten Munitionsfabrik „Badger Army Ammunition Plant“, ein 2700 Kilogramm schwerer Transformator aus einem alten Kraftwerksdamm in Prairie du Sac, ein Kompressor aus einem Kraftwerk in Sheboygan, Scherenblätter, ein International Truck von 1927, ein alter Krankenwagen, ein ausrangierter Bus und eine Aufzugskabine. Das Kunstwerk stellt eine Maschine zum Verlassen der Erde des fiktiven viktorianischen Wissenschaftlers „Dr. Evermor“ dar. Die Gesamtanordnung ist symmetrisch und wird von einer kupferumwickelten Glaskugel für den Piloten gekrönt. Damit die Zurückbleibenden den Flug genau beobachten können, befindet sich am nördlichen Ende ein großes „Himmelsteleskop“, während der südliche Arm mit einer Wendeltreppe und einem kunstvollen schmiedeeisernen Aussichtspavillon endet.

Bestandteile des Forevertrons
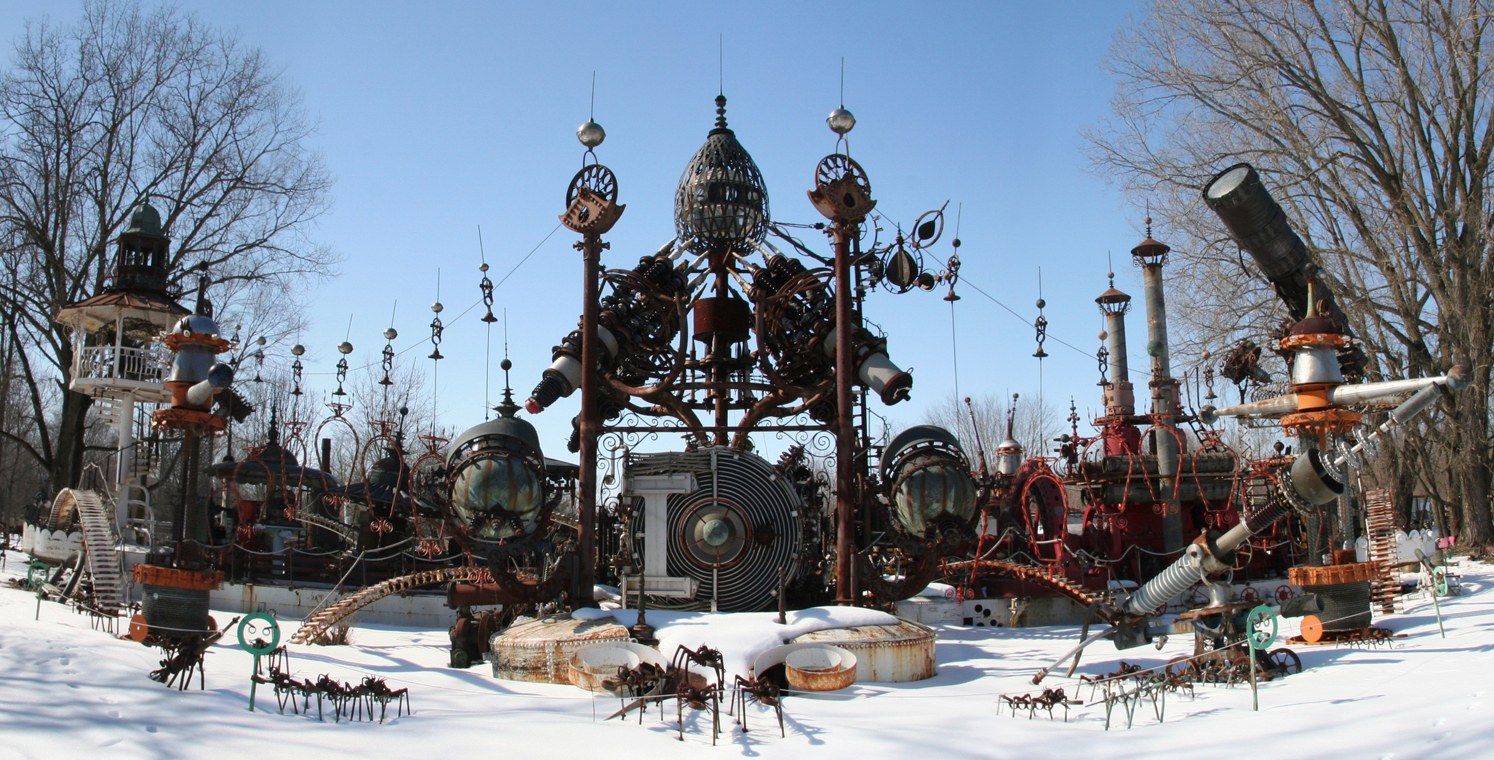
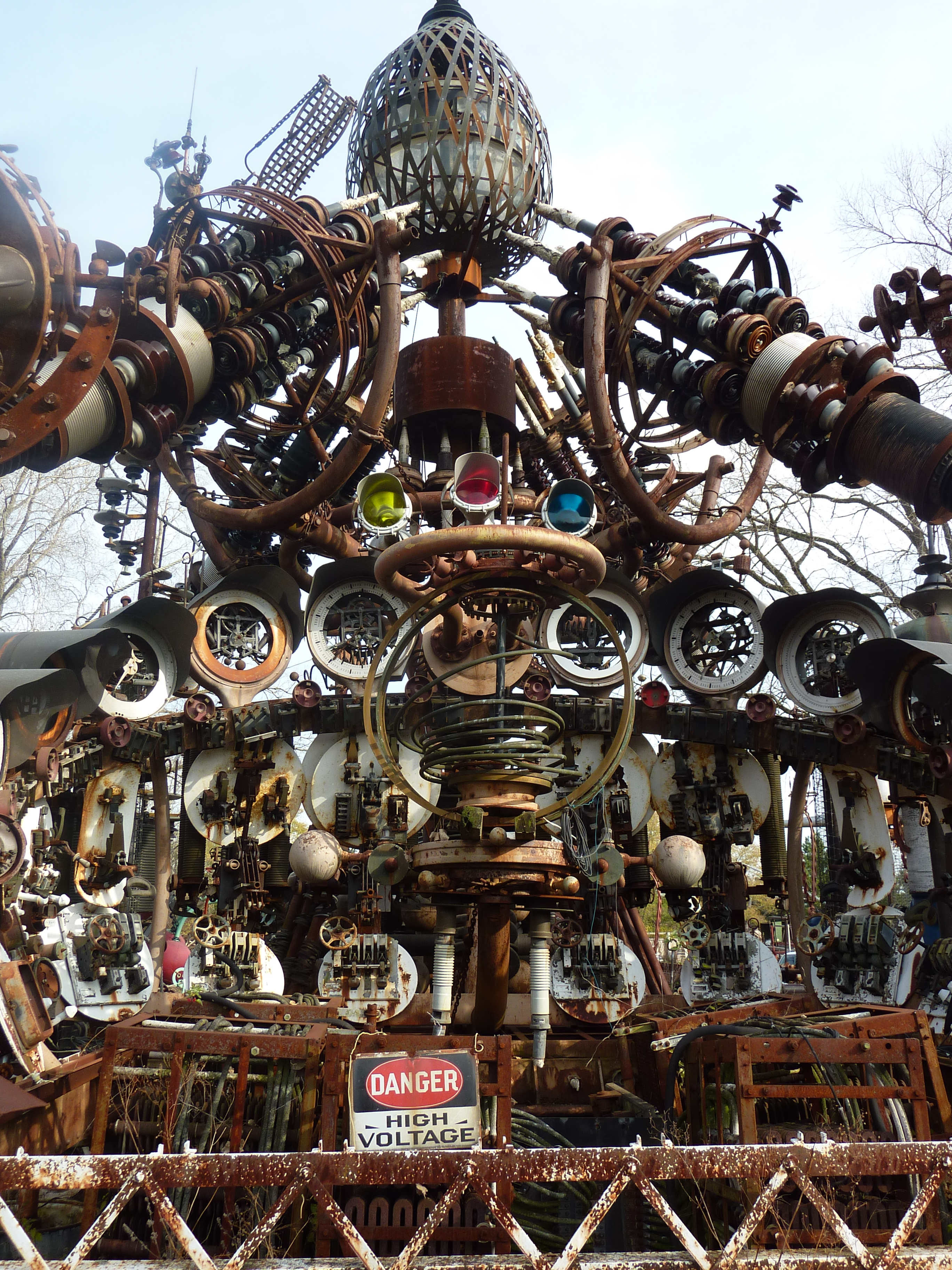
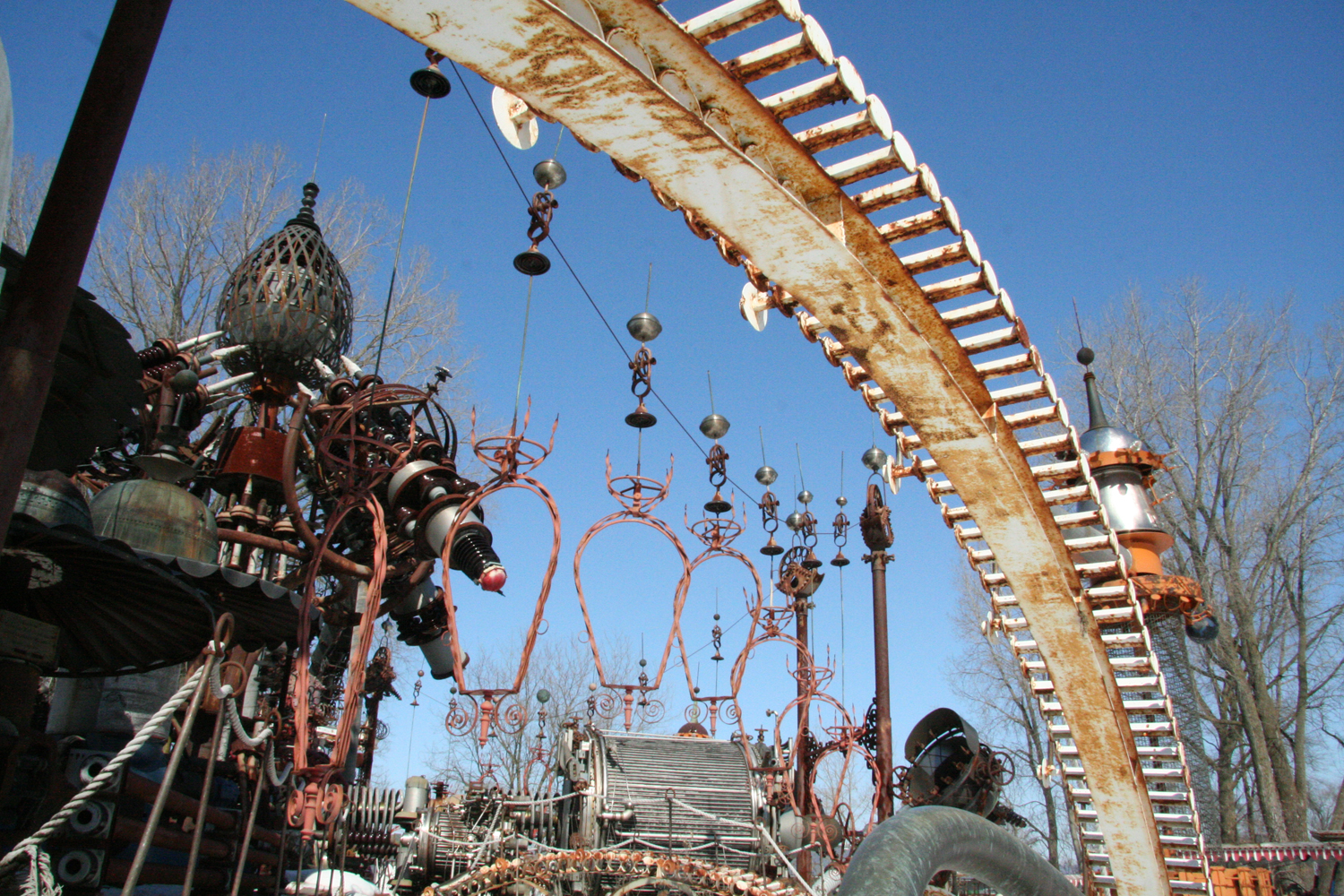
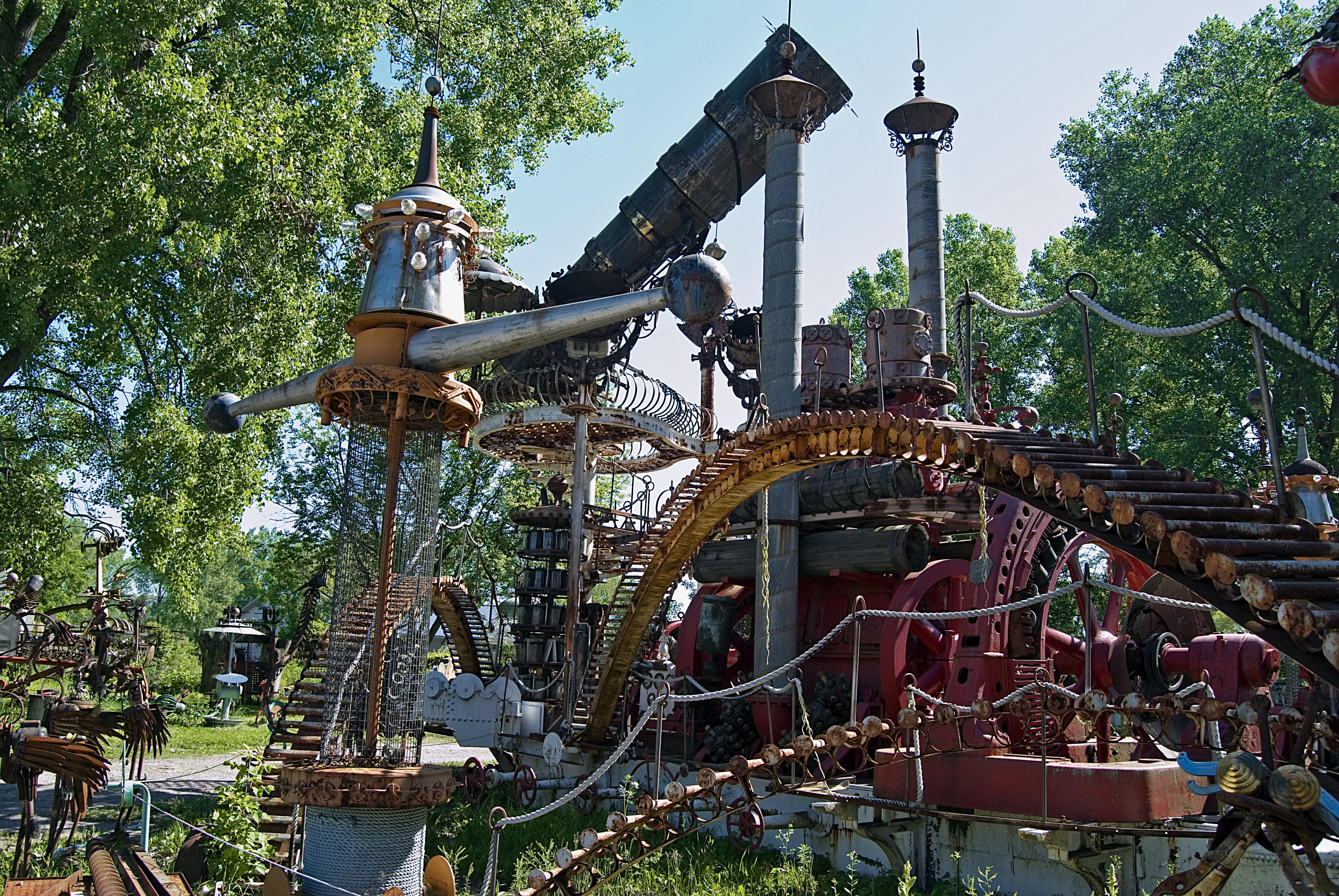
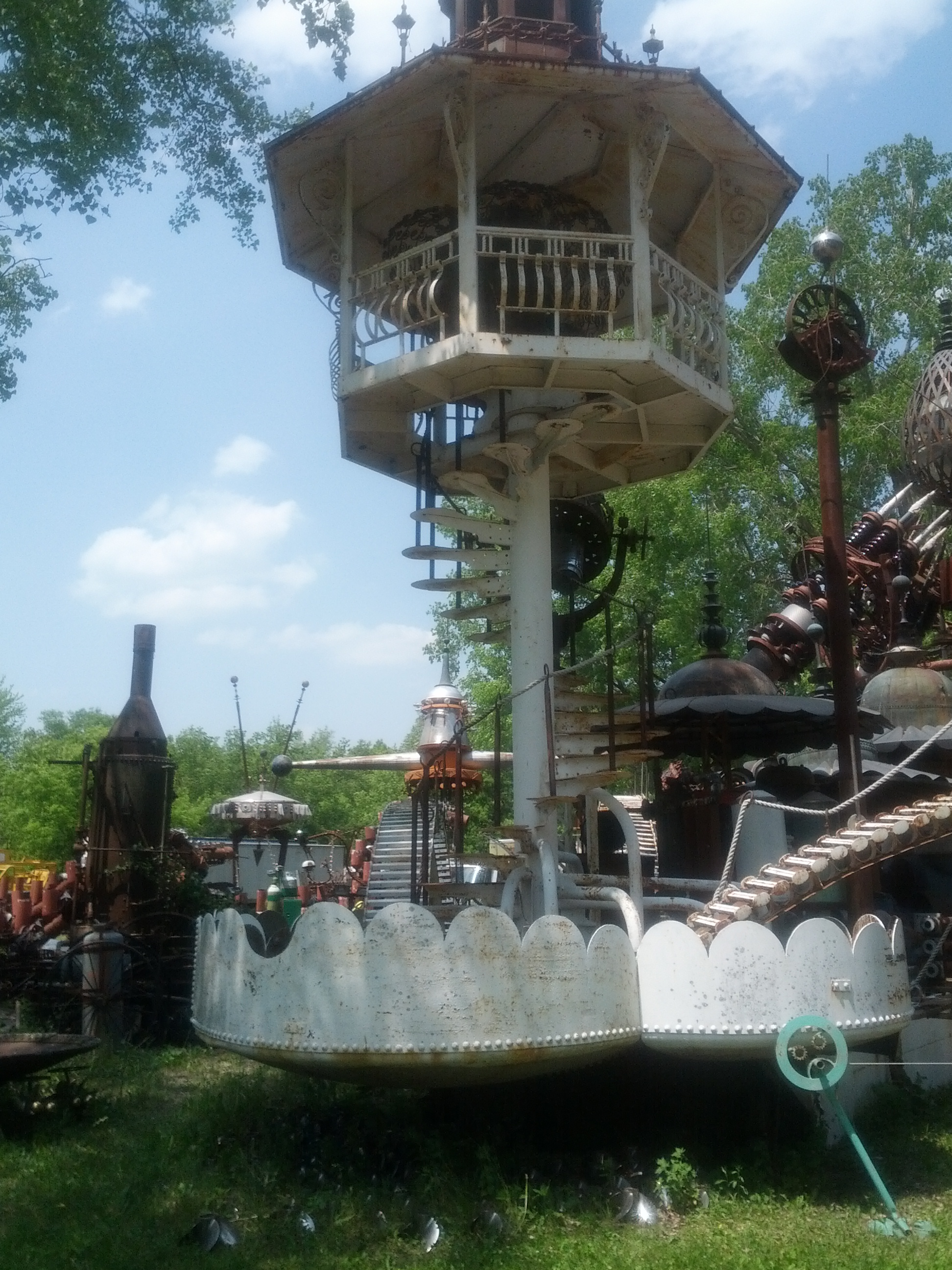
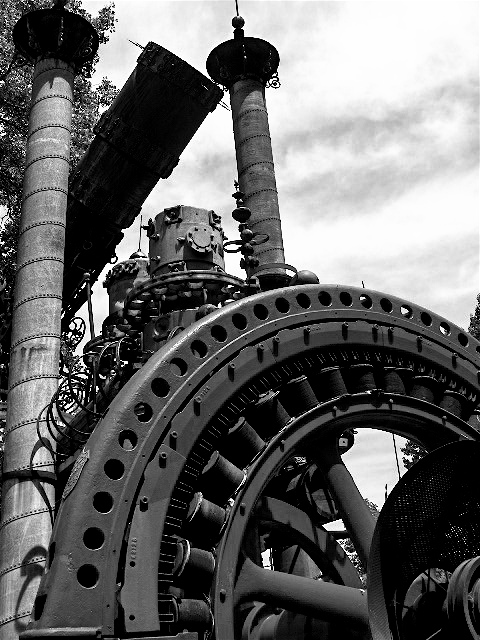

### Weitere Skulpturen und Bauten
Der Skulpturenpark umfasst skurrile Assemblagen, die riesigen Käfern, kleinen außerirdischen Kreaturen und Dutzenden anmutigen und humorvollen Vögeln ähneln. Sie sind so ausbalanciert, dass sie beim Anstoßen wieder in die aufrechte Position zurückfedern. Es gibt eine von Every als „The Bird Band Orchestra“ bezeichnete Gruppe aus 46 sechs Meter hohen Vögeln aus Messingbettpfosten, alten Werkzeugen und anderen Beschlägen, Vermessungsmarkierungen, Zapfpistolen und mit eingearbeiteten funktionierenden Gitarren, Waldhörnern, Saxophonen und Trompeten. Ihre Federn aus abgeflachten Metallstücken können wie Glockenspiele gespielt werden. Auf einer weiteren Wiese stehen Metallvögel mit langen, straußenartigen Hälsen und kunstvollen Kronen aus Metallfedern, die Evermor als „Gawker-Vögel“ betitelte.
Every schweißte auch sogenannte Teehäuser aus Metallschrott als Arbeitsstätten für angehende Metallbildhauer, die er strategisch günstig an verschiedenen Stellen im Skulpturenpark verteilte. Der Park enthält weitere Objekte, wie mehrere Kioske und Unterstände, ein Roscoe-der-Clown-Zirkusauto, einen Popcornstand aus der Jahrhundertwende und den „Epicurean“, ein speziell angefertigtes Fahrzeug mit gestreiftem Baldachin, Schornstein, einem riesigen Blasebalg und einer 1,80 Meter breiten Grillstelle.

Skulpturen und Fahrzeuge
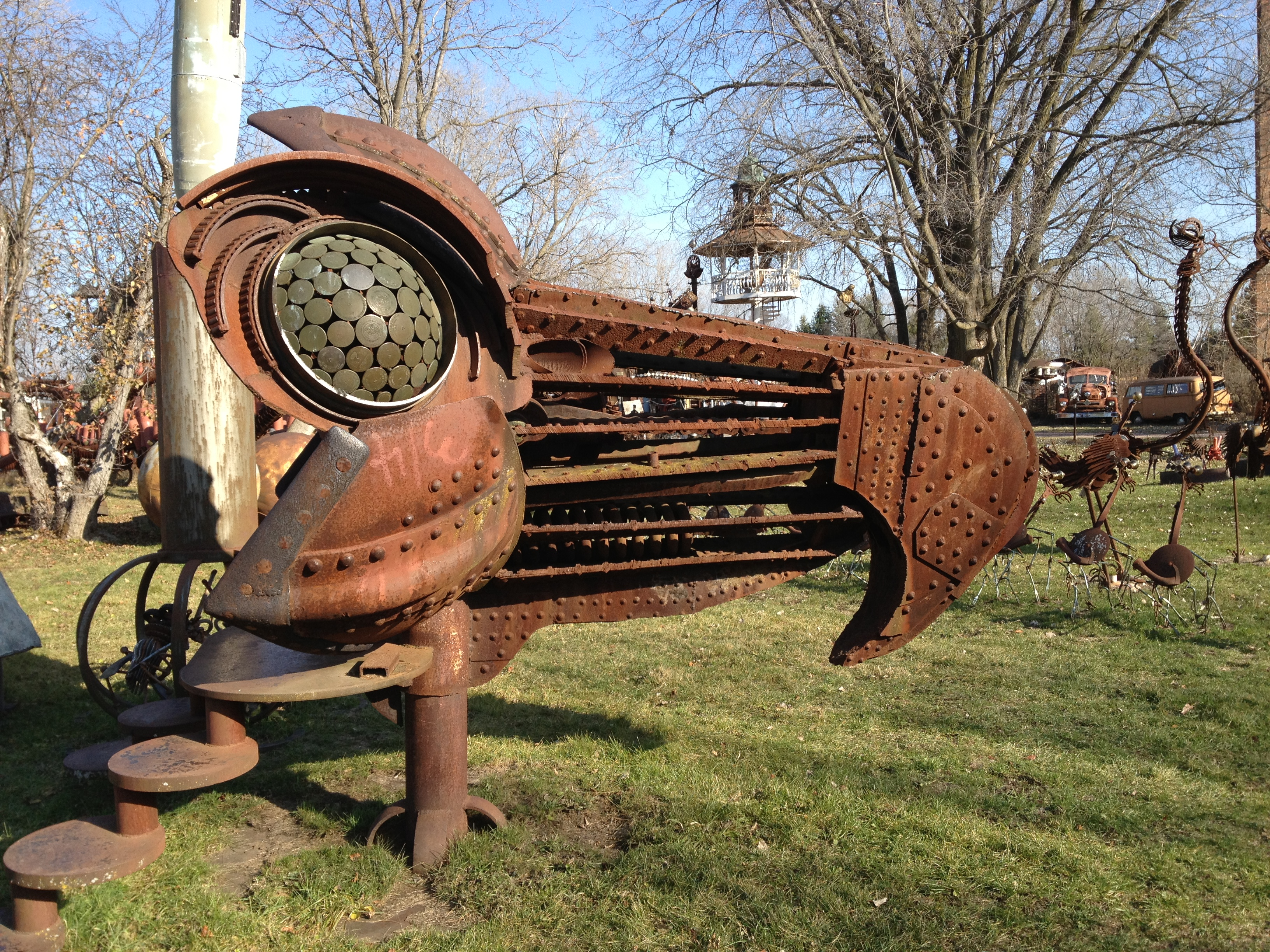
Adlerkopf aus einer Baggerschaufel
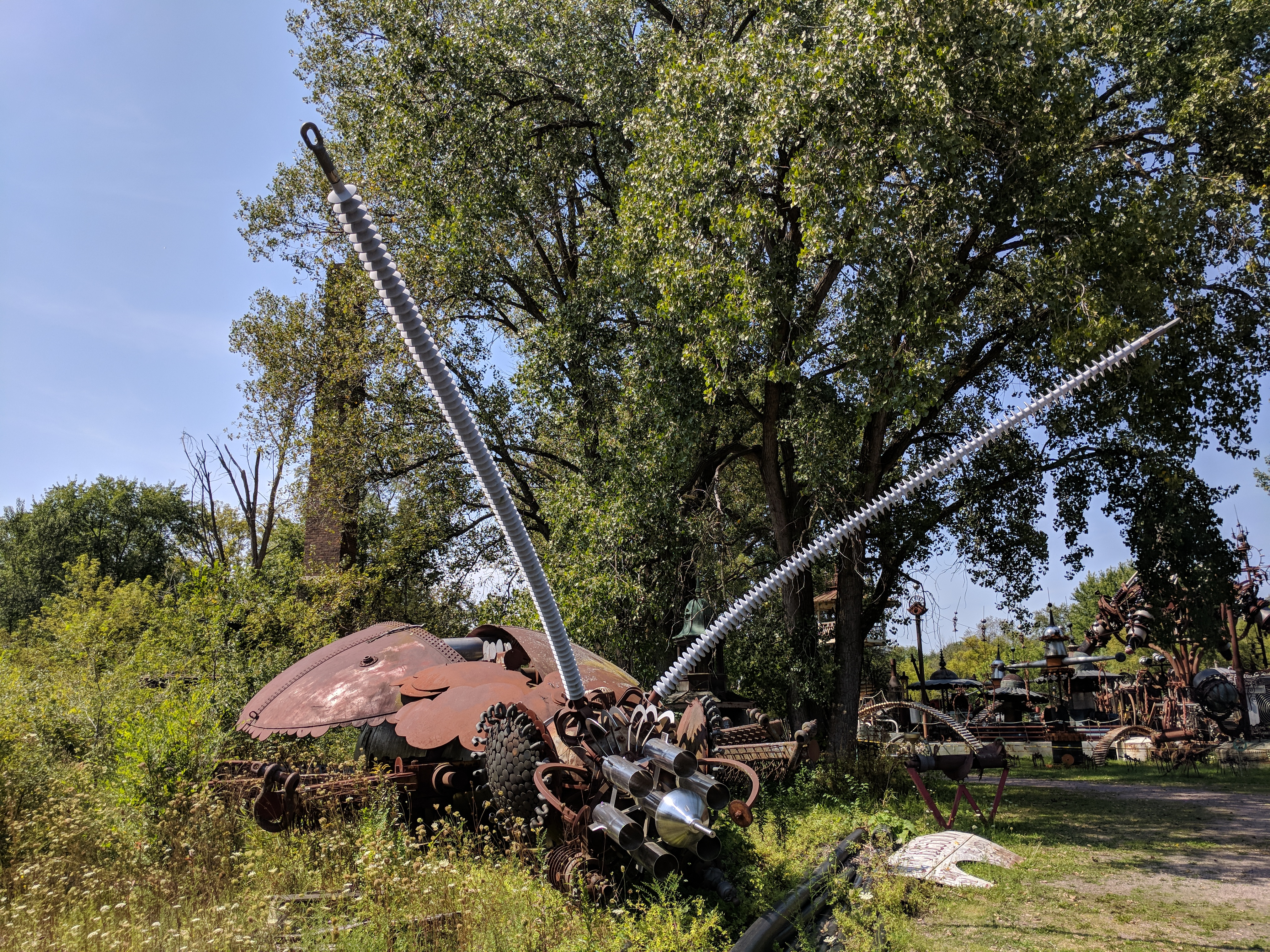
Käfer aus Metallschrott
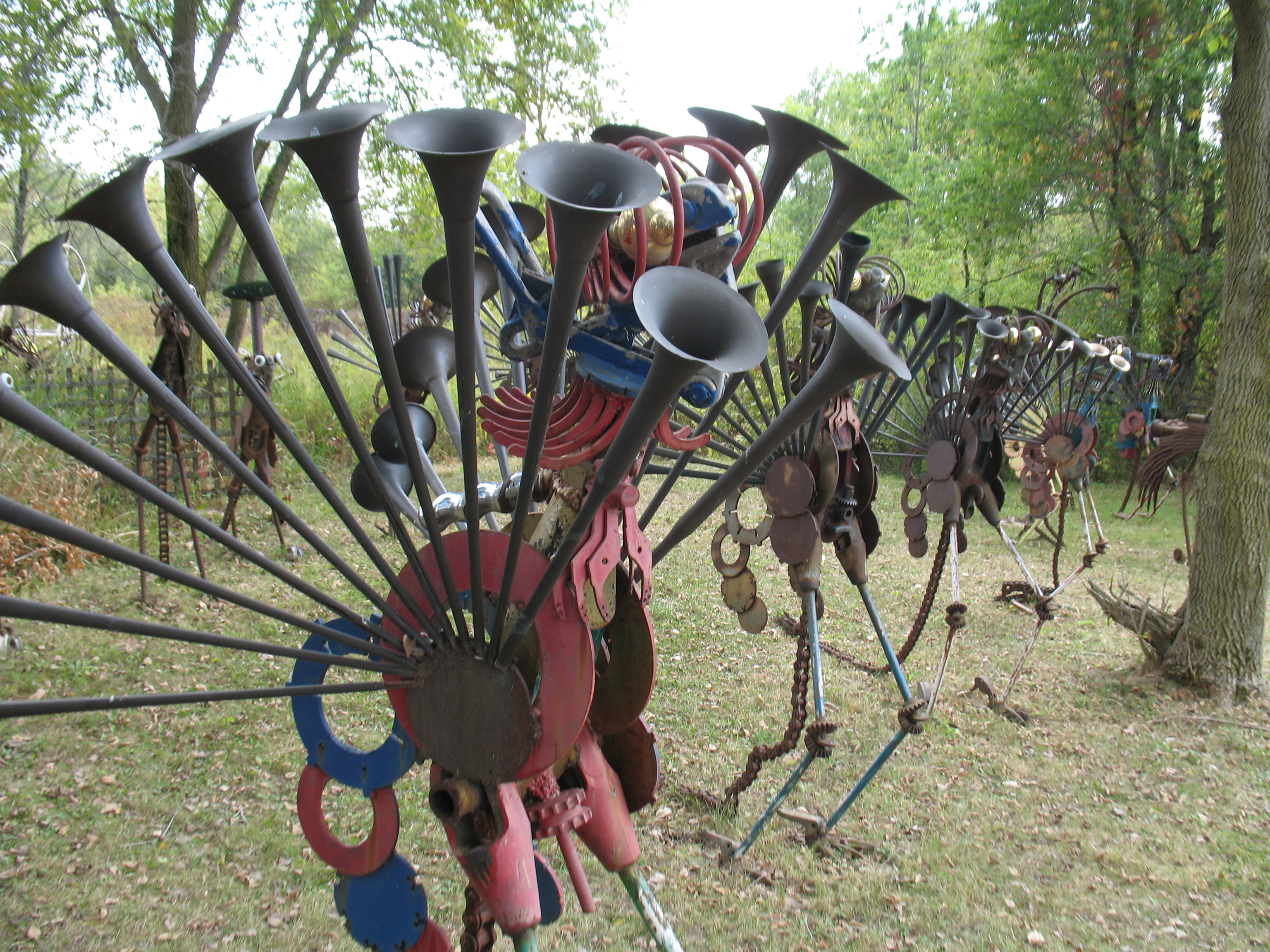
„Bird Band Orchestra“
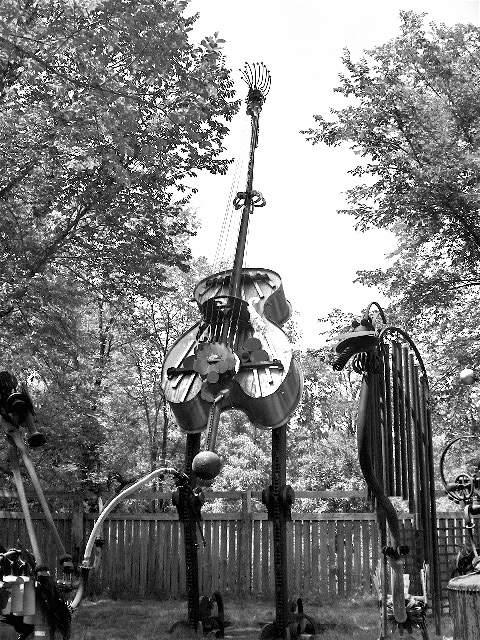
„Bird Band Orchestra“
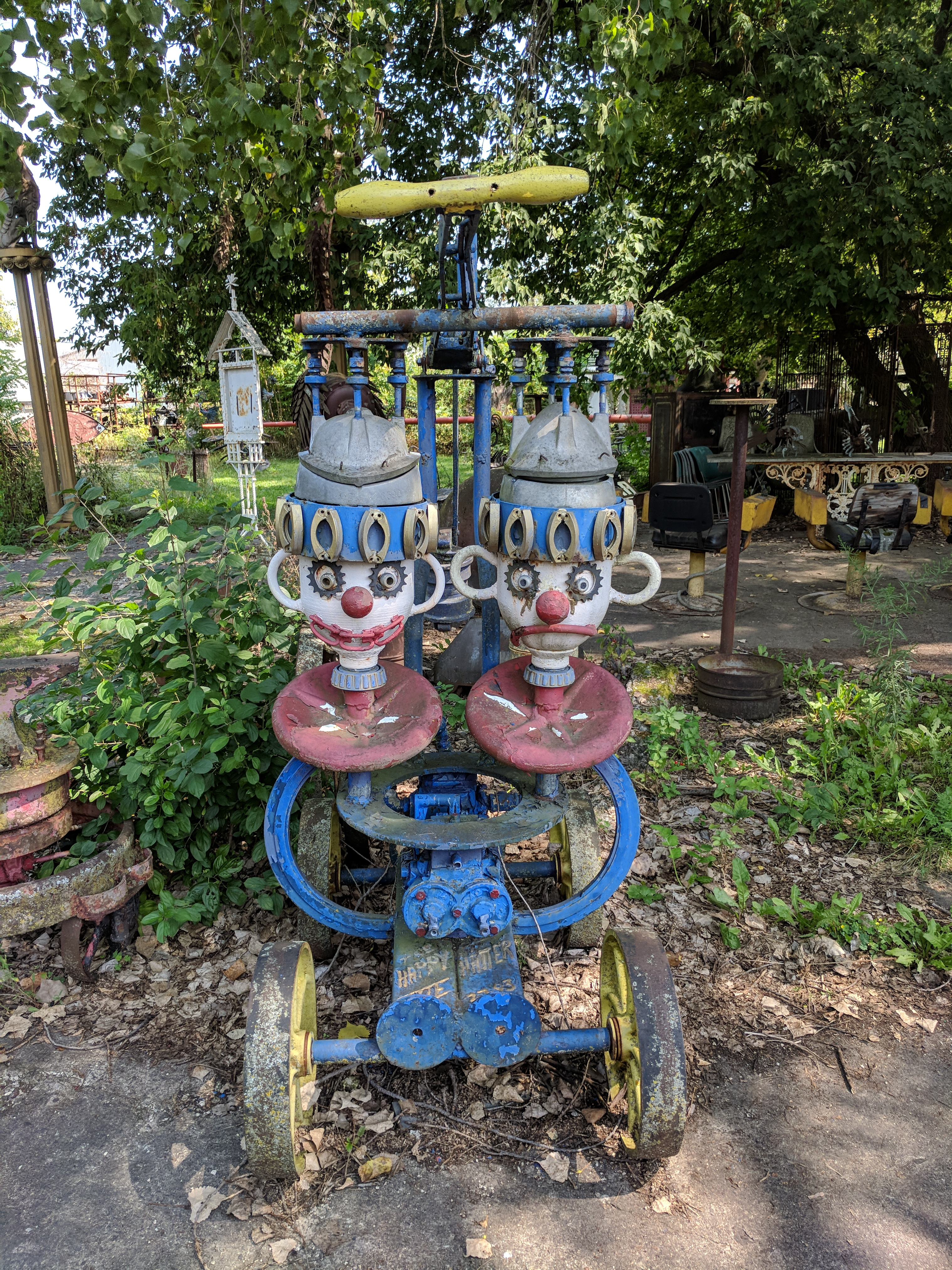
Fahrzeug
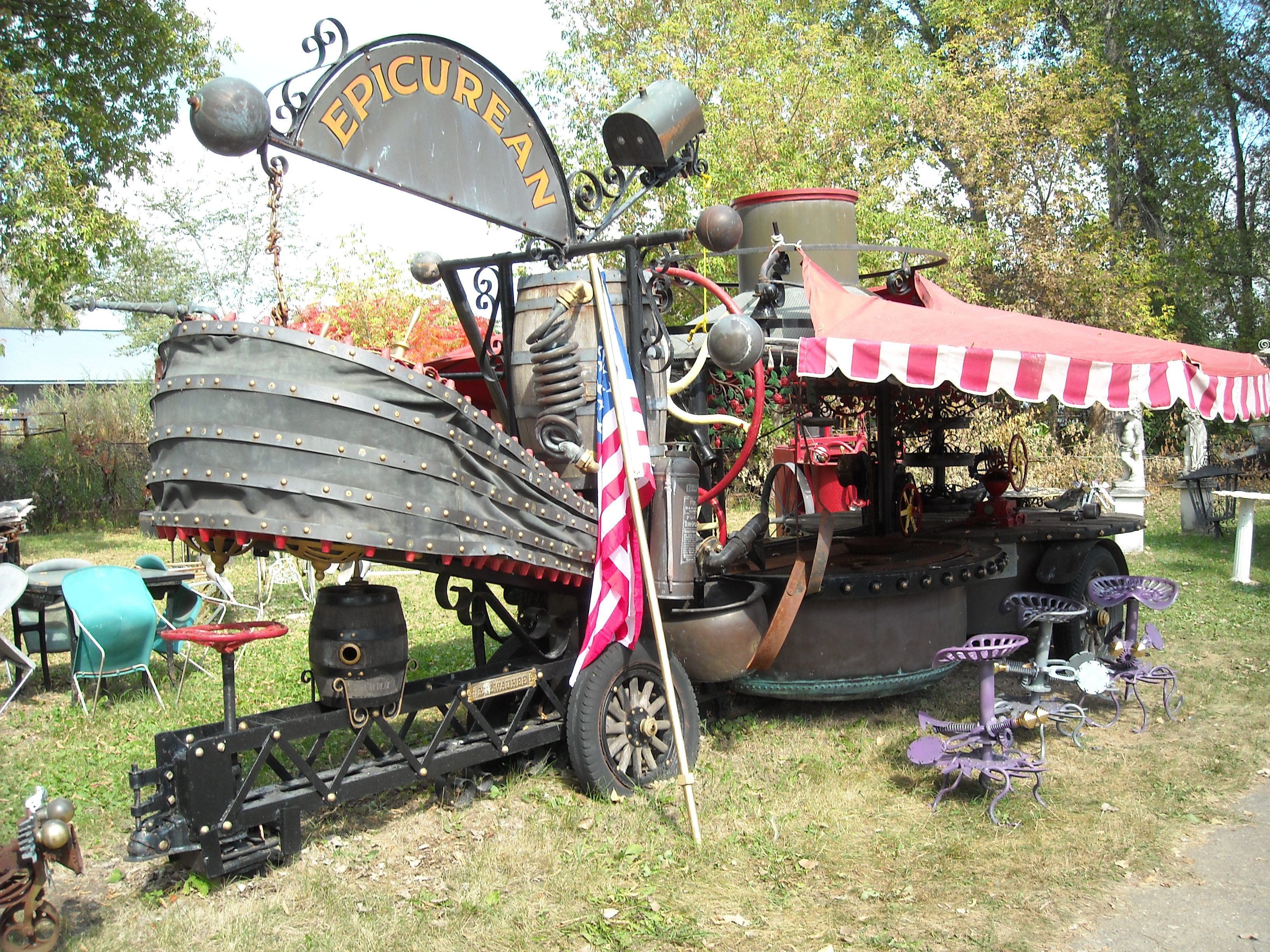
„Epicurean“

## Tom Every
Thomas „Tom“ Owen Every wurde am 20. September 1938 in Madison in Wisconsin geboren. Seine Großeltern waren der aus einer alteingesessenen Familie in England stammende in die USA eingewanderte Edward Every († 1928) und die Lehrerin Adeline Smith. Sie heirateten im August 1902 und ließen sich in Brooklyn in Wisconsin nieder. Sie hatten drei Söhne. Der älteste von ihnen, Edward „Mac“ Malcom (* 1903), der Vater von Tom Every, zeigte schon früh ein Interesse am Tüfteln und Basteln und besuchte das College of Wisconsin in Platteville. Nach zwei Jahren wechselte er an die University of Madison und machte dort seinen Abschluss zum Bauingenieur. Er nahm eine Stelle beim Staat an, wo er schließlich zum Leiter der Ingenieurdienste des Staates Wisconsin aufstieg. 1934 heiratete er Clarice Doane, die bis zur Geburt des Sohnes Tom 1938 als Sekretärin im Büro der Farmers Mutual Insurance Company arbeitete. Tom besuchte die Lowell School bis zur dritten Klasse. Als er ein Kind war, half er während des Zweiten Weltkriegs, wie seine Familie und alle Nachbarn auch, beim Sammeln von Metallschrott und anderer kriegsbedingt notwendigen Materialien. Auch nach dem Krieg behielt er diese Sammelleidenschaft bei. 1942 wurde seine Schwester Barbara geboren. 1946 zog die Familie in das frühere Haus der Großeltern in der Lincoln Street 102 im ländlichen Brooklyn. Mit seinem Vater verbrachte er viel Zeit auf der elterlichen Farm bei Stoughton, wo Rinder und Schweine gezüchtet wurden, lernte reiten und eignete sich Tischlerkenntnisse an. Während seiner Kindheit und Jugend sammelte er weiterhin Dinge, die andere nicht mehr wollten, baute und reparierte Sachen.
Tom Every besuchte die High School, war interessiert an Geschichte und Englisch, mochte jedoch den Werkunterricht am meisten, in dem Holzbearbeitung, aber auch technisches Arbeiten angeboten wurde. Später begann er gebrauchte Möbel aufzukaufen und sie zum Weiterverkauf zu restaurieren und nahm eine Arbeit bei der Evansville Salvage and Wracking Company, einem Bergungs- und Abwrackunternehmen, an. 1958 gründete er sein eigenes Bergungs- und Abbruchunternehmen Eveco International in Stoughton in Wisconsin. Nach dem Militärdienst heiratete er Connie Utter aus Stoughton, doch die Ehe wurde nach zwei Jahren geschieden. 1964 heiratete er Eleanor Gryttenholm, die er bereits von der High School kannte und mit der er vier Kinder bekam: Thayer (* 1964), Treasure (* 1967), Tya (* 1968) und Troy (1980–2020). Im Jahr 1972 zog er mit seiner Familie von der Farm seiner Eltern in eine exklusive Wohngegend in Madison in das 1916 gebaute luxuriöse Anwesen „Edenfred“ mit weitläufigem Park und Swimmingpool, das er in den nächsten Jahren reparierte und renovierte. Tom Every überwachte sein ganzes Berufsleben lang als Abbruchexperte den Abriss von mehr als 350 Industrieanlagen im ganzen Land. Während dieser Zeit sammelte er gleichzeitig weiter Artefakte der Technologie des 19. und frühen 20. Jahrhunderts: Industriemaschinenteile aus den Fabriken, Brauereien, Kraftwerken und Eisenbahnwaggons, die er demontiert hatte. 1984 übergab er sein Unternehmen an seinen ältesten Sohn, ging in den Ruhestand und begann, ein mehrere Hektar großes Gelände nahe Baraboo, Wisconsin, mit seiner Schrottsammlung zu füllen.
Unter dem Alter Ego „Dr. Evermor“ fing Tom Every an, seinen Skulpturenpark, eingebettet in einen Pappelhain am Highway 12, zu errichten. Die Großskulptur Forevertron erbaute er mit Hilfe seiner Söhne und einiger Freunde. Laut Every war Dr. Evermor ein viktorianischer britischer Wissenschaftler und Erfinder aus Eggington in England, der das Forevertron konstruierte, das ihn mithilfe elektromagnetischer Energie in himmlische Sphären transportieren sollte. Viele Jahre lang begrüßte Every, oft ausgestattet mit einem Tropenhelm, Besucher als Dr. Evermor. Im Jahr 1997 ließen Every und seine Frau sich scheiden, trennten sich jedoch nicht. Nachdem er sich aus gesundheitlichen Gründen dauerhaft in Madison aufhielt, leitete Eleanor Gryttenholm als „Lady Eleanore Every“ den Skulpturenpark. 1999 wurde die gemeinnützige Evermor Foundation gegründet, um die Instandhaltung des Parks zu sichern. Tom Every starb am 30. März 2020, nachdem er mehrere Jahre in einer Pflegeeinrichtung gelebt hatte.

## Ausstellungen
Everys Arbeiten waren in der Ausstellung „Sublime Spaces“ und 2007 in „Visionary Worlds: Built Environments of Vernacular Artists“ im John Michael Kohler Arts Center zu sehen.
Zwei von Everys Vogelskulpturen befinden sich in der Dauerausstellung des John Michael Kohler Arts Center in Sheboygan in Wisconsin. Einer seiner sechs Meter hohen „Cello-Vögel“ steht im American Visionary Art Museum in Baltimore in Maryland.